# Semestra bugabensis
Semestra bugabensis är en insektsart som först beskrevs av Fowler 1900.  Semestra bugabensis ingår i släktet Semestra och familjen Nogodinidae. Inga underarter finns listade i Catalogue of Life.